# Trinitita

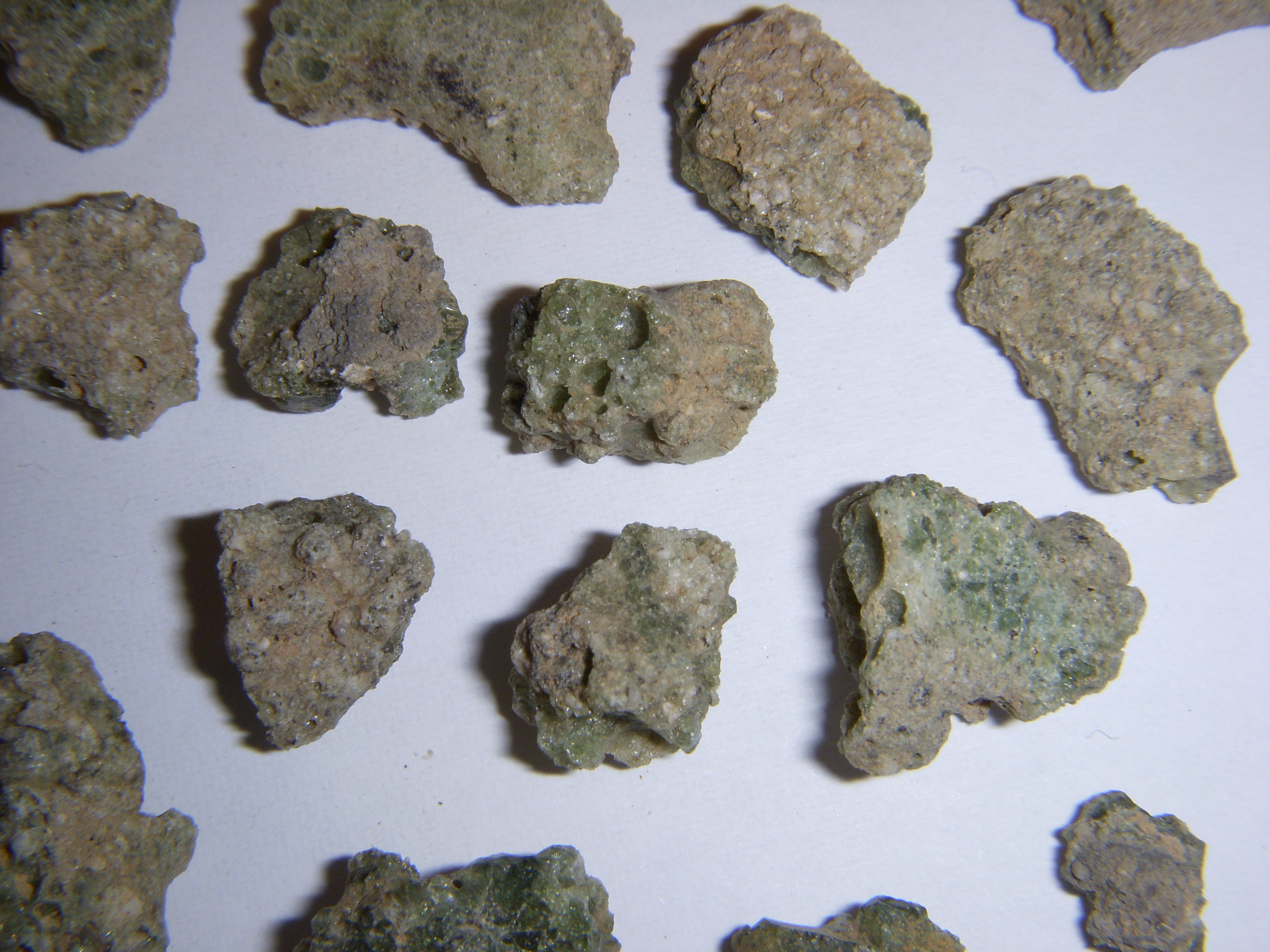
Pedaços de Trinitita.

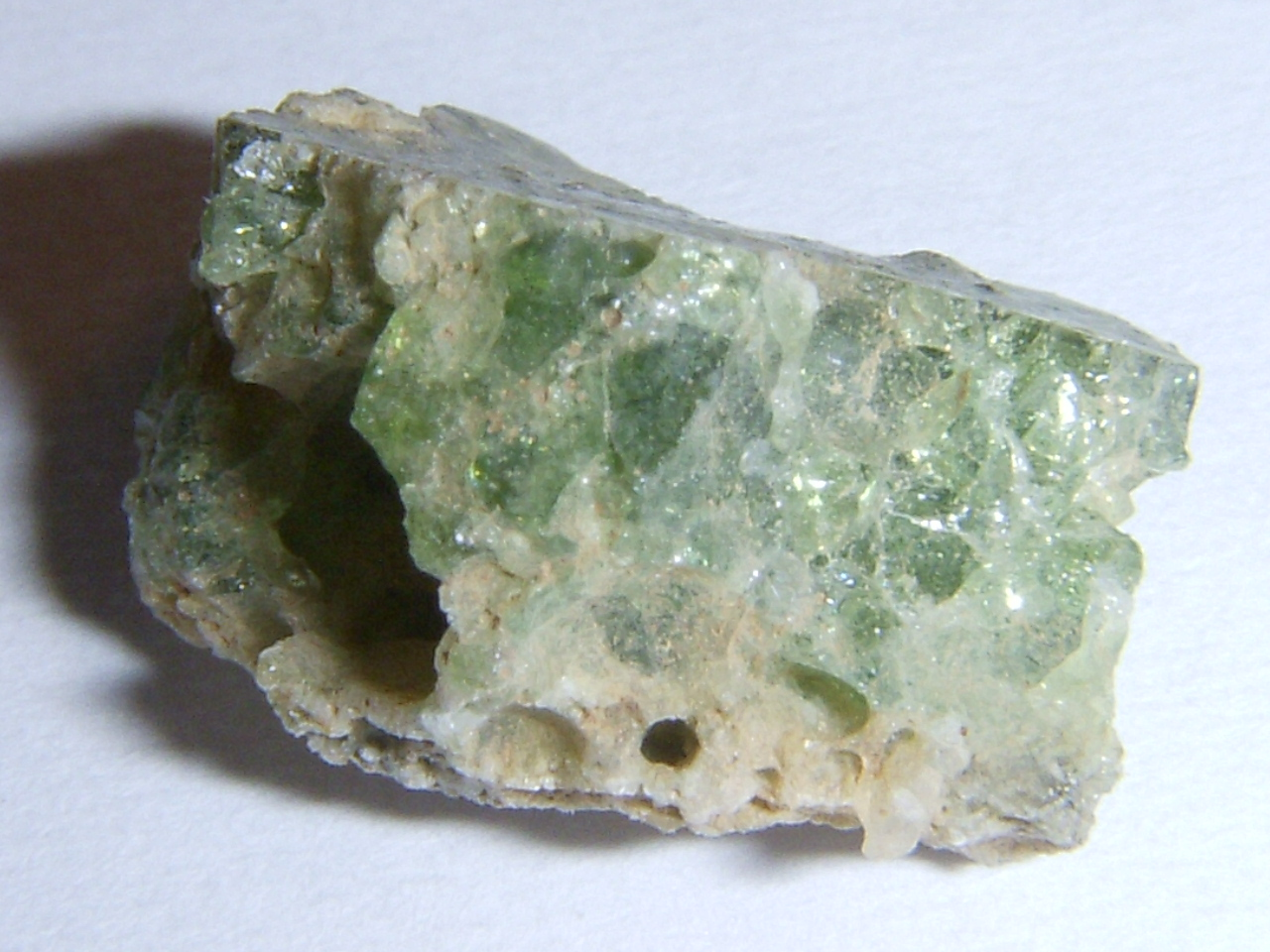
Detalhe de Trinitita, visão lateral.

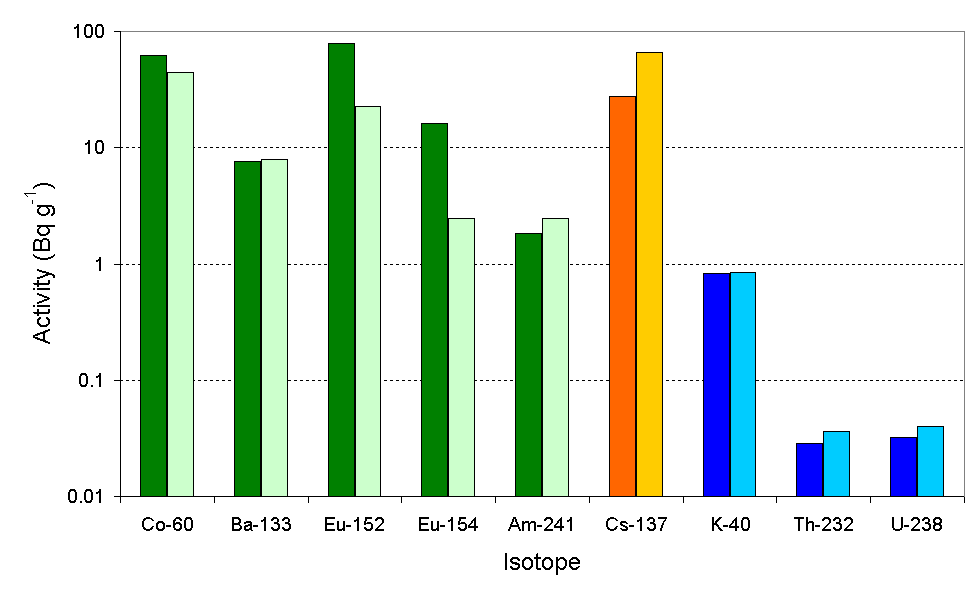
Níveis de radioatividade no vidro trinity de duas amostras diferentes, conforme medido por espectroscopia gamma nos pedaços do vidro

Trinitita, também conhecida como Atomsita ou Vidro de Alamogordo, é o resíduo vítreo deixado no piso desértico após o teste da bomba nuclear Trinity, baseada em plutônio em 16 de julho de 1945, próximo a Alamogordo, Novo México. O vidro é primariamente composto de areia arcósica composta de grãos de quartzo e feldspato (tanto microclina quanto uma quantidade menor de plagioclase, com pouca proporção de calcita, hornblenda e augita em uma matriz de argila arenosa) que foi derretida pela explosão atômica. Em geral, é verde-clara, embora a cor cor possa variar. É levemente radioativa, mas pode ser manuseada com segurança.
No fim dos anos 1940 e início dos 1950, amostras foram recolhidas e vendidas a colecionadores de minerais como uma novidade. Traços do material podem ser encontrados no Campo Trinity hoje, apesar de que a maioria dele foi empurrado com escavadeira e enterrado pela Comissão de Energia Atômica dos Estados Unidos em 1953. Agora é ilegal pegar o material remanescente no local; entretanto, o material pego antes desta proibição ainda está nas mãos de colecionadores.

## Joalheria e risco radiativo
Por um tempo, a crença era de que a areia do deserto tivesse simplesmente se derretido por causa da radiação direta da energia térmica da bola de fogo, não sendo particularmente perigosa, portanto foi comercializado como adequado para joalheria em 1945. Entretanto, foi depois descoberto que causava queimaduras de radiação se as peças fossem usadas por um período longo de tempo.